# Granotoma albrechti
Granotoma albrechti är en snäckart som först beskrevs av Krause 1885.  Granotoma albrechti ingår i släktet Granotoma och familjen Mangeliidae. Inga underarter finns listade i Catalogue of Life.